# Iglesia de Nuestra Señora de la Asunción (Vinaroz)
La iglesia de Nuestra Señora de la Asunción situada en la Plaza del Ayuntamiento de Vinaroz (Provincia de Castellón, España) es un templo fortificado del siglo XVI, claro ejemplo de arquitectura del gótico valenciano y renacentista y portada barroca. 

## Historia

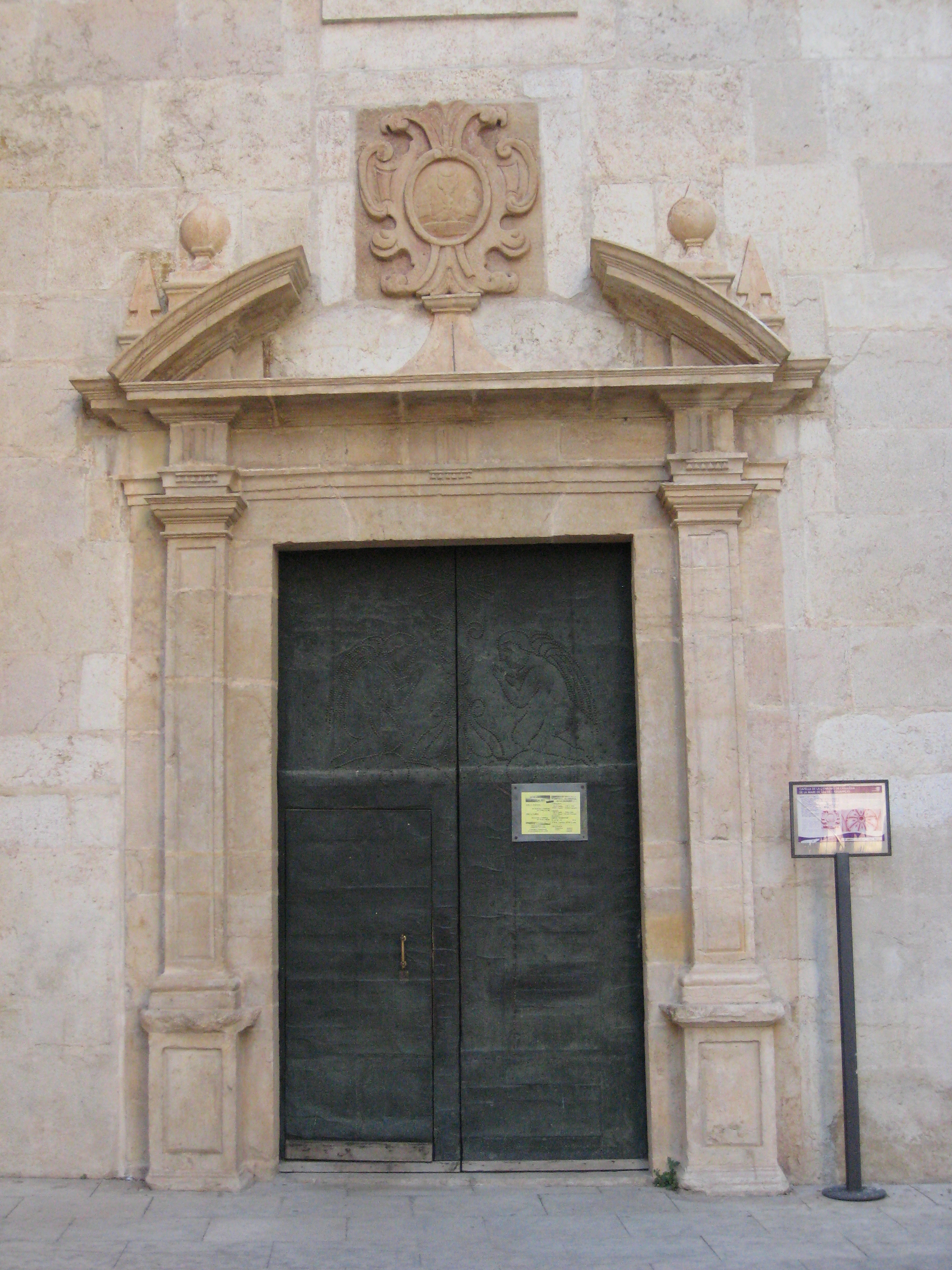
Puerta de la Comunión.

La construcción del templo se inició el 31 de marzo de 1586 y concluida casi en su totalidad, fue consagrada el 24 de diciembre de 1597. 
Es obra de los artífices Marc Valsánchez y Joan Frigafont.
Dentro del siglo XVII, se empezó la construcción de la torre-campanario, de carácter defensivo, concluyéndose en 1.660. 
El 13 de noviembre de 1657, daban comienzo las obras de construcción de la Capilla de la Comunión, adosada a la iglesia por su lado derecho, concluyéndose el 15 de agosto de 1667 las obras del nuevo oratorio. 
El 2 de mayo de 1698, se subastaron las obras para la construcción de una portada adecuada a la categoría de la Iglesia; adjudicadas a los maestros Juan Bautista Viñes ( discípulo de Juan Pérez Castiel), Mir y Eugenio Guilló que proporcionó el diseño. Al parecer, las trazas son de Pérez Castiel. 
Las obras acabaron tres años después.

## Descripción
El templo parroquial, de severo aspecto exterior, con muros ataludados, consta de una nave de planta longitudinal con capillas laterales entre contrafuertes y presbiterio semioctogonal embucido en el interior. 
Sobre un alzado de gruesos contrafuertes que define las capillas, descansa una bóveda nervada ligeramente apuntada, dividida en seis tramos por arcos fajones, que cubre la nave. El ábside poligonal se envuelve con una bóveda estrellada de seis puntas, típica del tardogótico valenciano. 
La Capilla anexa de la Comunión, estructuralmente barroca, consta de una doble planta de cruz griega, en la que sus estrechos lados están concebidos como reducidos altares. 
Se cubre, el templo, en su centro con una cúpula sobre tambor, coronada por una linterna, que se sostiene sobre cuatro arcos. La Capilla es estructuralmente semejante al anterior, pero de dimensiones más reducidas.

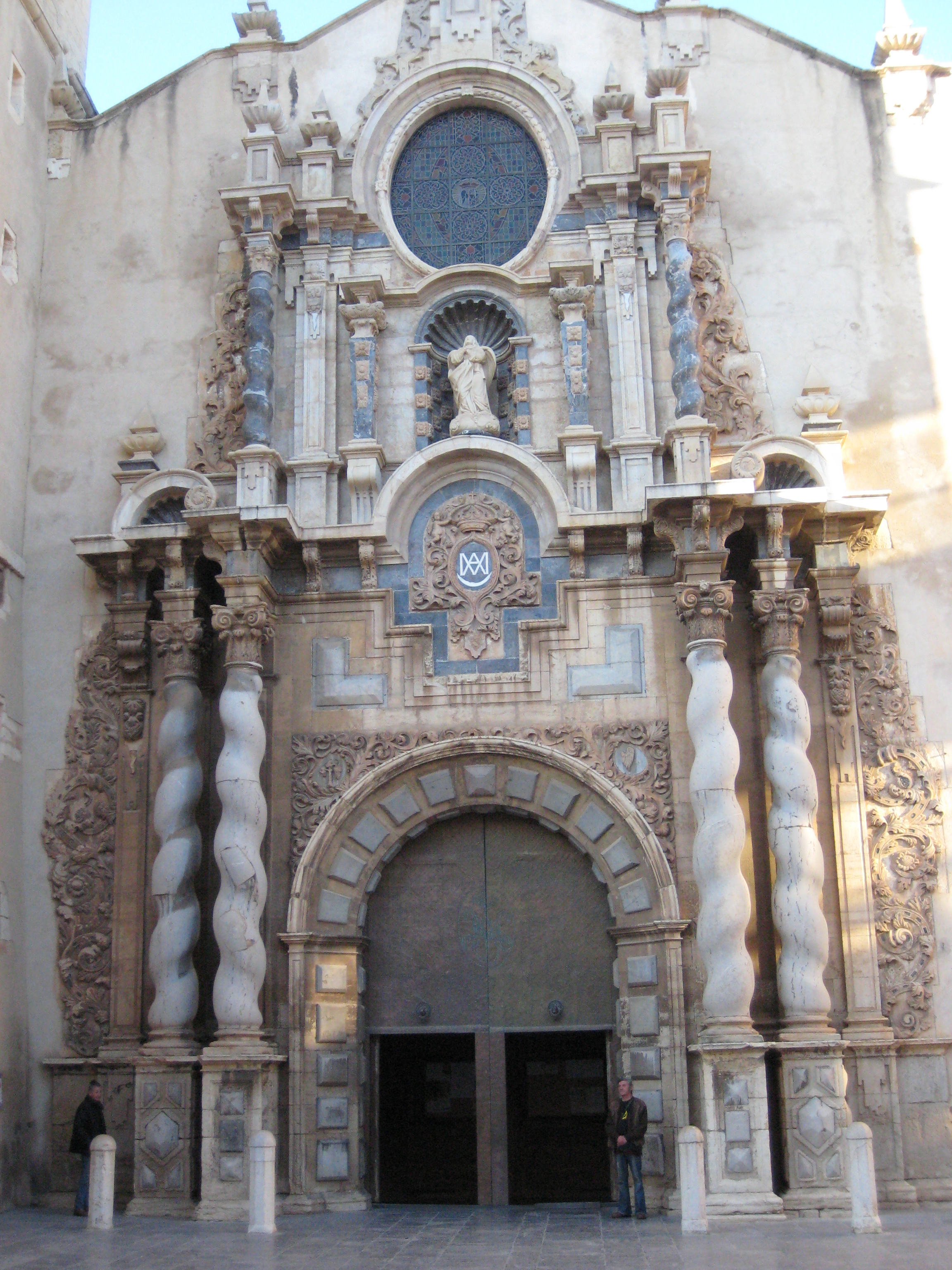
Portada barroca del templo.

La fachada barroca que preside la entrada fue levantada entre los años 1698 y 1702, siendo un ejemplo de fachada-retablo. Esta fachada se encuentra dividida en dos cuerpos, uno interior, pesado y sólido, y otro superior estilizado. Flanqueando el portal, cuyas jambas e intradós presentan almohadillados rectangulares, se levantan, sobre un alto basamento, dos pares de columnas salomónicas exentas, rematadas con capitel corintio de tipo romano. A ambos lados, y como remate exterior, aparece adosada una pilastra. 
El cuerpo superior se alza sobre una cornisa volada, que al llegar a la pared central, se rompe para formar un arco que enmarca el anagrama mariano. Sobre este se abre una hornacina que alberga la imagen de la Asunción, obra del maestro Serrano, flanqueada a ambos lados por sendas columnas salomónicas, dos pilastras y dos estípites montados en variado pedestal. Este segundo cuerpo se remata con otra cornisa que se arquea en el centro para resguardar el óculo, enmarcado por cuatro basas con pináculos. 
Su Archivo Parroquial:
Uno de sus tesoros valiosos son el Archivo Parroquial que posee, donde se vienen anotando desde finales del siglo XVI, concretamente desde 1597, donde se anota el primer bautismo. Los matrimonios son anotados desde esa misma fecha, y las defunciones desde 1740.
Se encuentra en un estado óptimo para su consulta, de gran utilidad para los historiadores y genealogistas de la zona. Existen 81 libros con su índice correspondiente a excepción de los bautismos de 1834-1838, que carecen de índice.